# 玉諸神社
玉諸神社（たまもろじんじゃ）は、「玉諸」を社名とする神社。山梨県内に二社がある。

## 概要
現在二社ある玉諸神社は、いずれも『延喜式神名帳』に「甲斐国山梨郡 玉諸神社」と記載される式内社の論社である。
- 1.玉諸神社 （甲府市国玉町） - 甲斐国三宮、旧県社
- 2.玉諸神社 （甲州市塩山竹森） - 旧郷社

二社は祭神・由緒とも完全に異なる神社で、社名は1ではかつての神木「玉室杉」に、2はかつての神体の水晶玉に由来するとしている。
『式内社調査報告』では、2の周辺では現在も石英の散乱や住居跡も見られることから、玉類の信仰から生まれた神社であり、『和名抄』に「玉井郷」と記されたことにもつながるとしている。一方、1は古くから「国魂社」として信仰された神社であり、祭神の「國魂神（國玉神）」から社名が生まれたと考えられるが、その「魂」と玉諸の「玉」を結びつけることには無理があるとしている。

## 玉諸神社 (甲府市)
玉諸神社（たまもろじんじゃ）は、山梨県甲府市にある神社。式内社論社、甲斐国三宮。旧社格は郷社。

### 祭神
- 國魂大神命

『甲斐国志』では祭神を大己貴命としている。

### 歴史

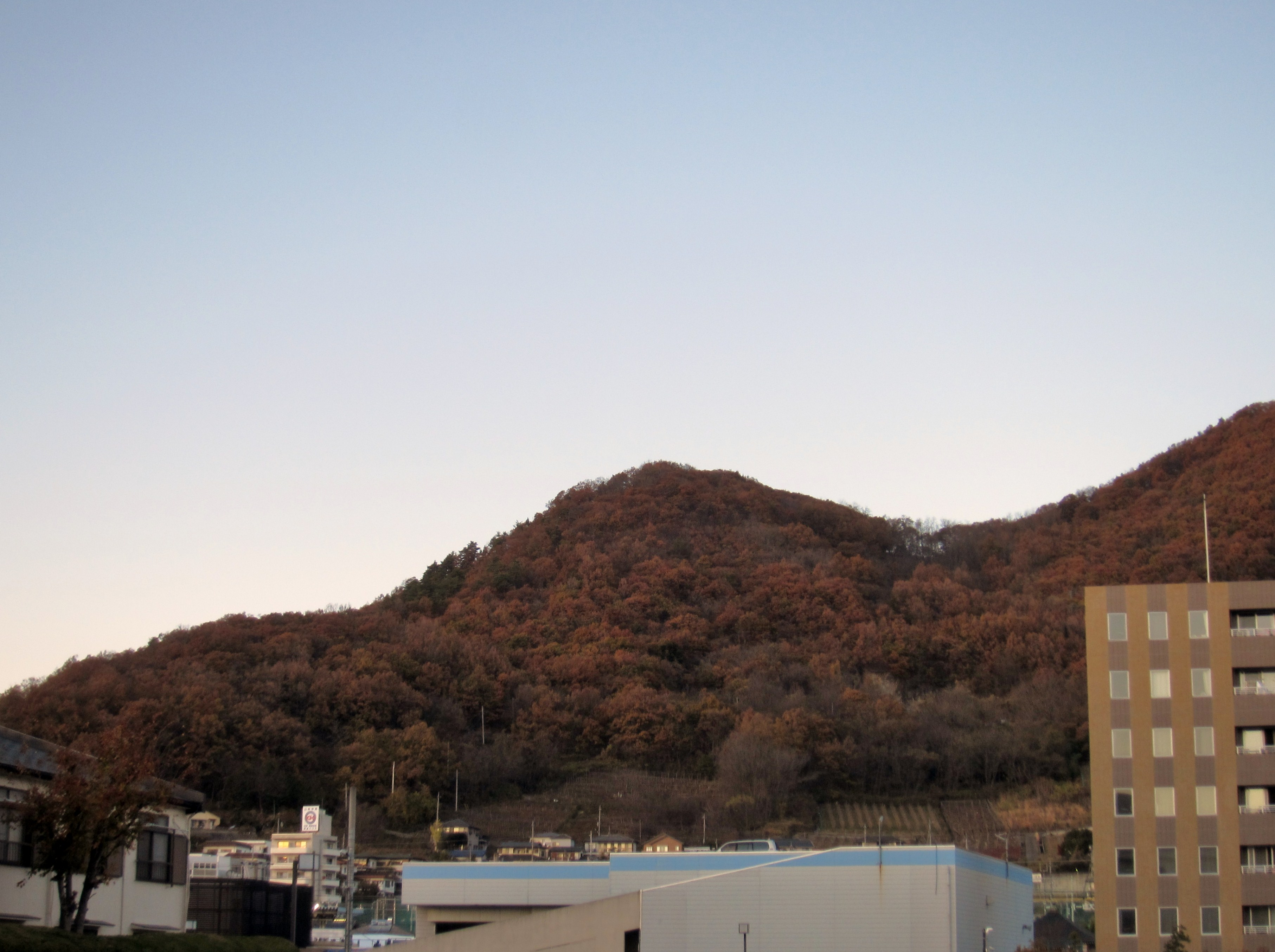
御室山

社伝では、もとは酒折宮北方の御室山山上に祀られていたとされる。その後、日本武尊が東征の帰路において水害防止として現在地に珠を埋め、その上に杉を植え依り代として国玉大神を祀った。すると洪水は鎮まったことから、のちに社が築かれたとされる。また、この杉は「玉室杉」と呼ばれたことから「玉諸」の名が起こったとされる。また、周辺の「国玉（くだま）」の地名は当社に由来している。また「甲斐国造」系図には、塩海足尼の子で国造二代の速彦宿禰が「玉緒神」を祭祀したとある。
当社北方の御室山麓に拝殿跡とされる場所があり、拝殿跡が御室山遥拝所の性格を有すること・当社現在地から御室山が望めることから、元々御室山を祀ることに始まったと考えられている。御室山山中には数ヶ所の磐座が残るほか山麓には古墳・遺跡が多く残っていることからもその信仰がうかがわれる。その山頂には山宮が設けられ、かつては神幸が行われていたと伝えられる。
また当社は甲斐国の三宮とされ、春の御幸祭では信玄堤近くに鎮座する三社神社（甲斐市竜王）・上石田の三社諏訪神社（甲府市上石田）まで一宮（笛吹市の浅間神社）・二宮（笛吹市の美和神社）とともに渡御する川除祭（水防祭）が古くから行われている（現在は竜王三社神社のみ。詳しくは信玄堤竜王河原宿と御幸祭を参照）。御幸祭では「ボンボコサン」と呼ばれる神馬が担ぎ出される。これは鞍の上に梵天を立てたもので、江戸時代の宝暦9年（1759年）作成の三宅済美筆『御幸祭絵図』においても描かれている。また、大正期には若尾謹之助が「御祭礼及縁日」において記録している。
ただし、古代から中世にかけては由緒以外に史料がなく実態は不明で、竜王三社神社への神幸も実際には永禄年間（1558年-1570年）以降に始まったとされる。
中世には武田氏から崇敬を受け社殿も造営されたと伝えられるが、天正10年（1582年）の武田氏滅亡時に兵火で焼失した。その後徳川氏が当地を治めるにあたって保護を受け、江戸時代には朱印61石が安堵された。
大正11年、近代社格制度において県社に列した。

### 境内

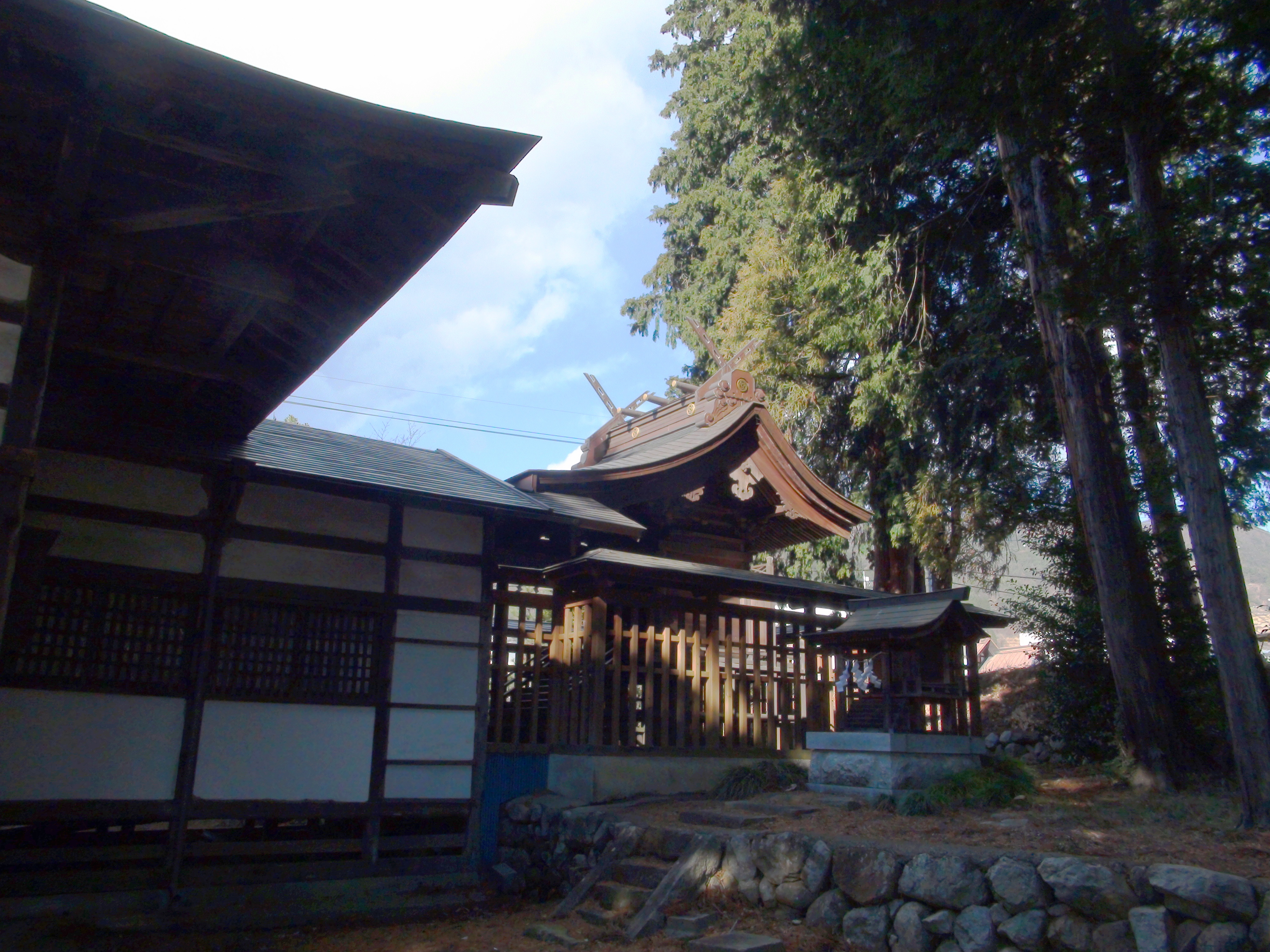
本殿
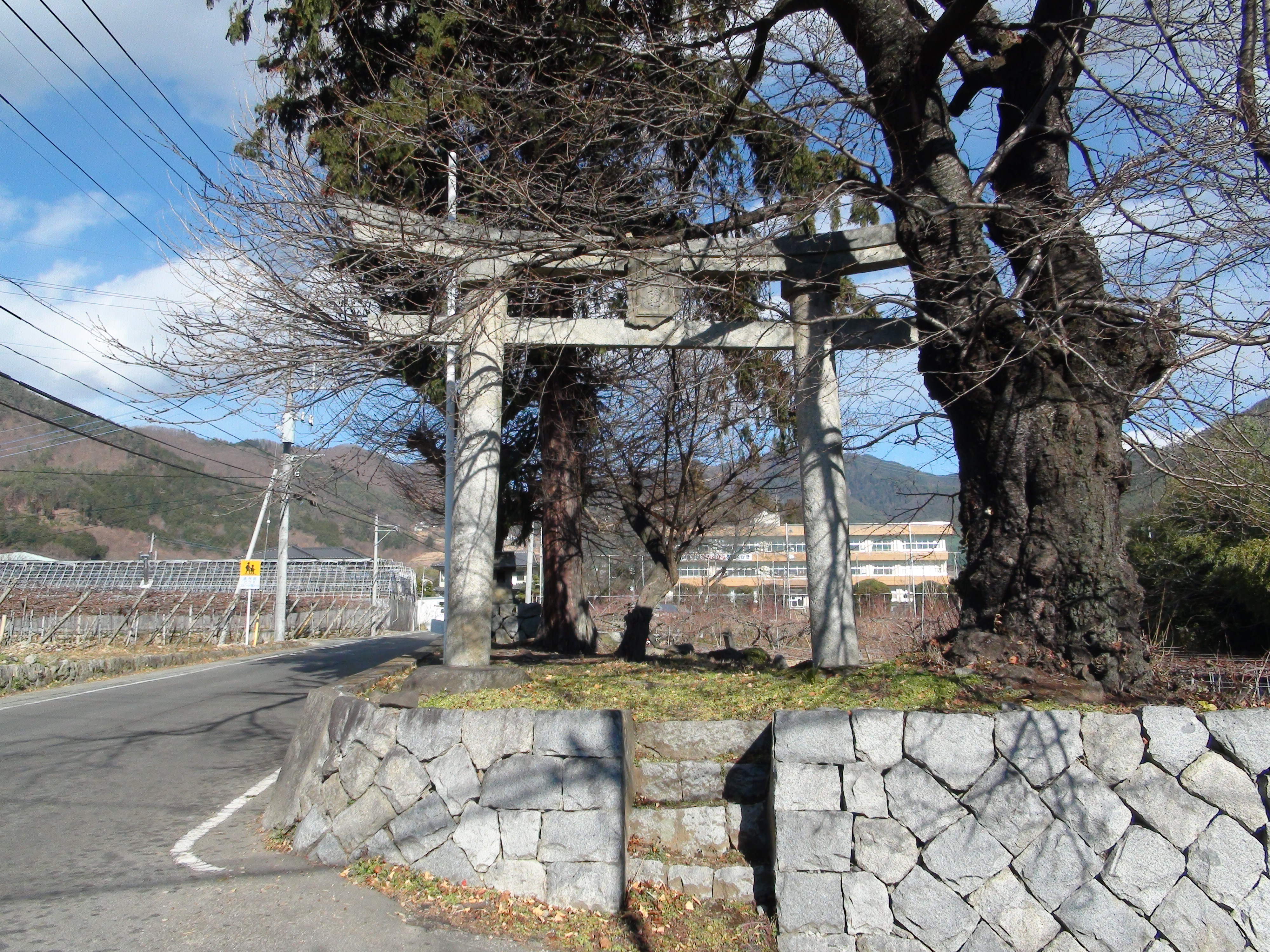
一の鳥居 鳥居の向うに見える玉宮小学校校舎の裏手に拝殿と本殿がある。

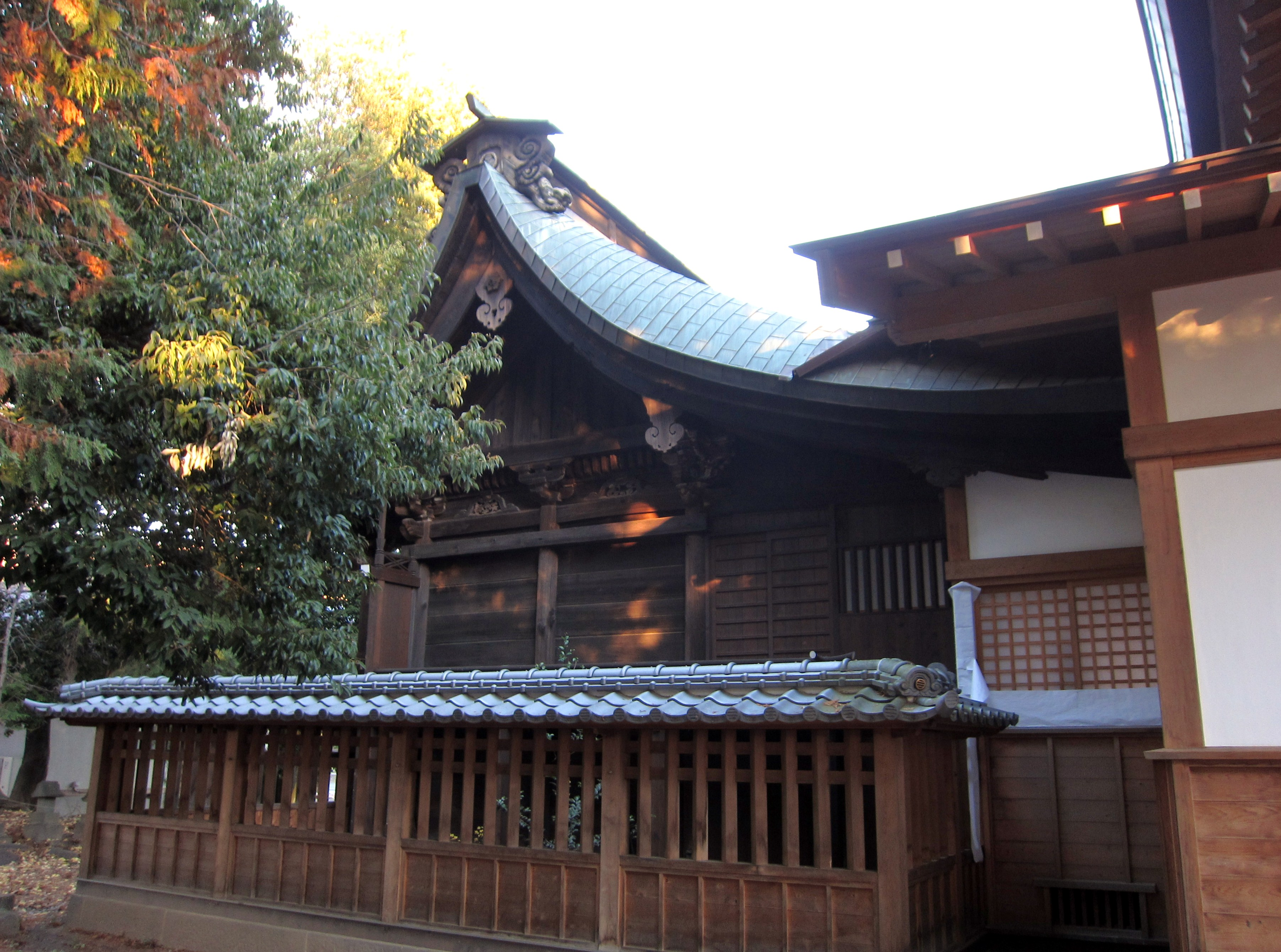
本殿
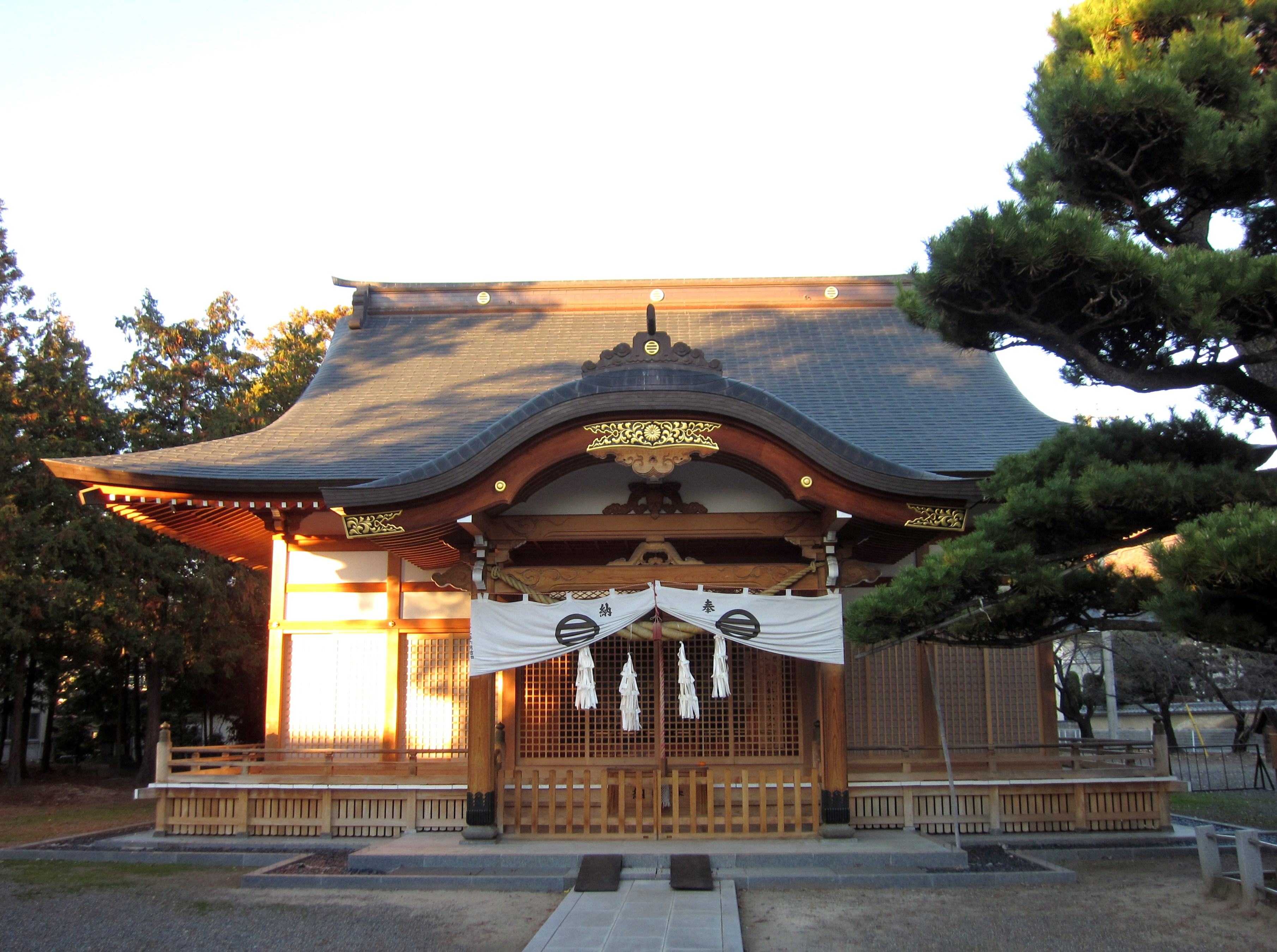
拝殿 平成16年の造営。
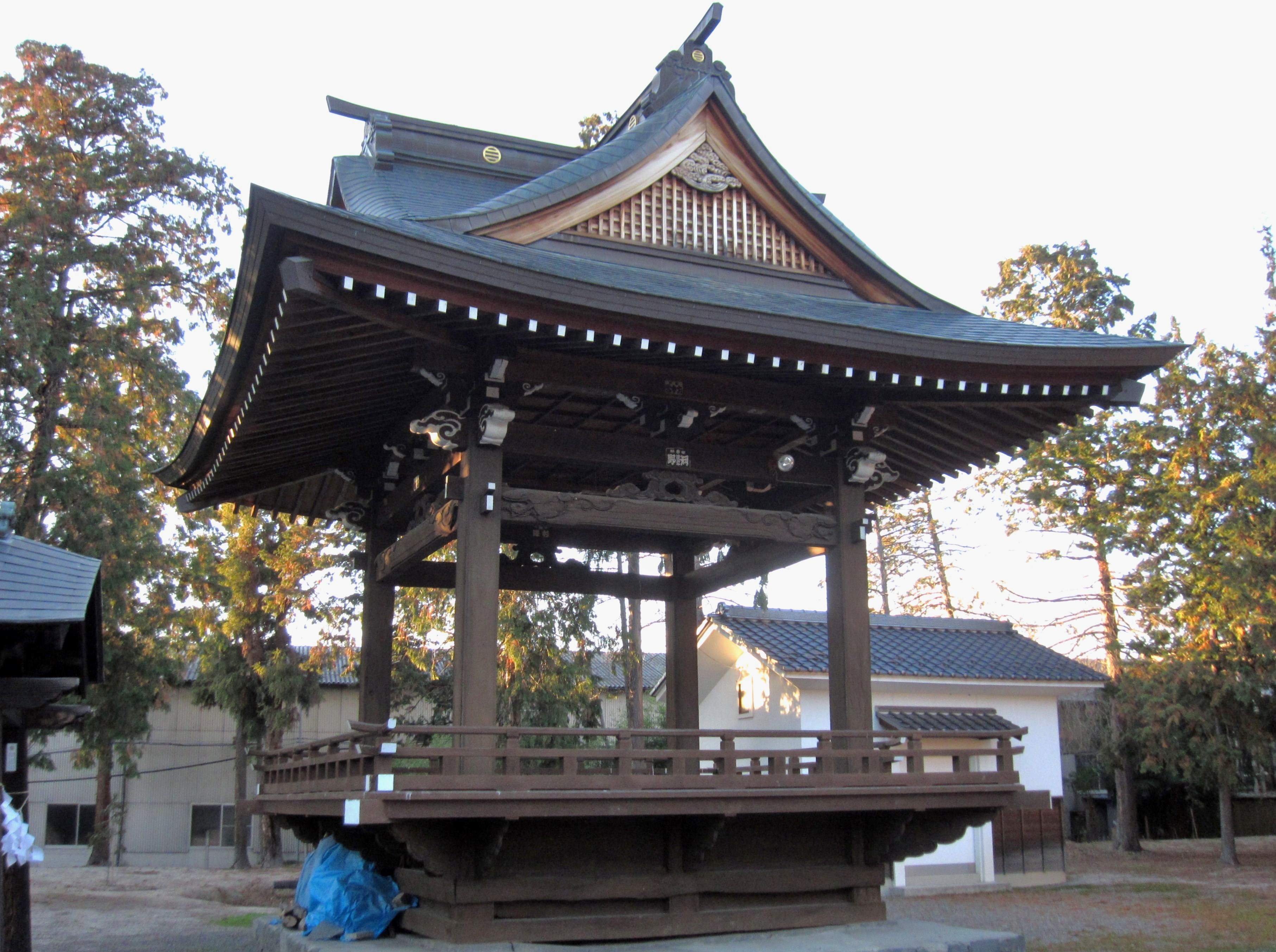
神楽殿

- 拝殿跡 （甲府市善光寺3丁目、北緯35度39分50.56秒 東経138度35分44.27秒） - 当社北方約1.5km、御前塚（ポンポコ塚）近くに所在。御室山の遥拝所で、柴宮神社との兼用であったとされる[4]

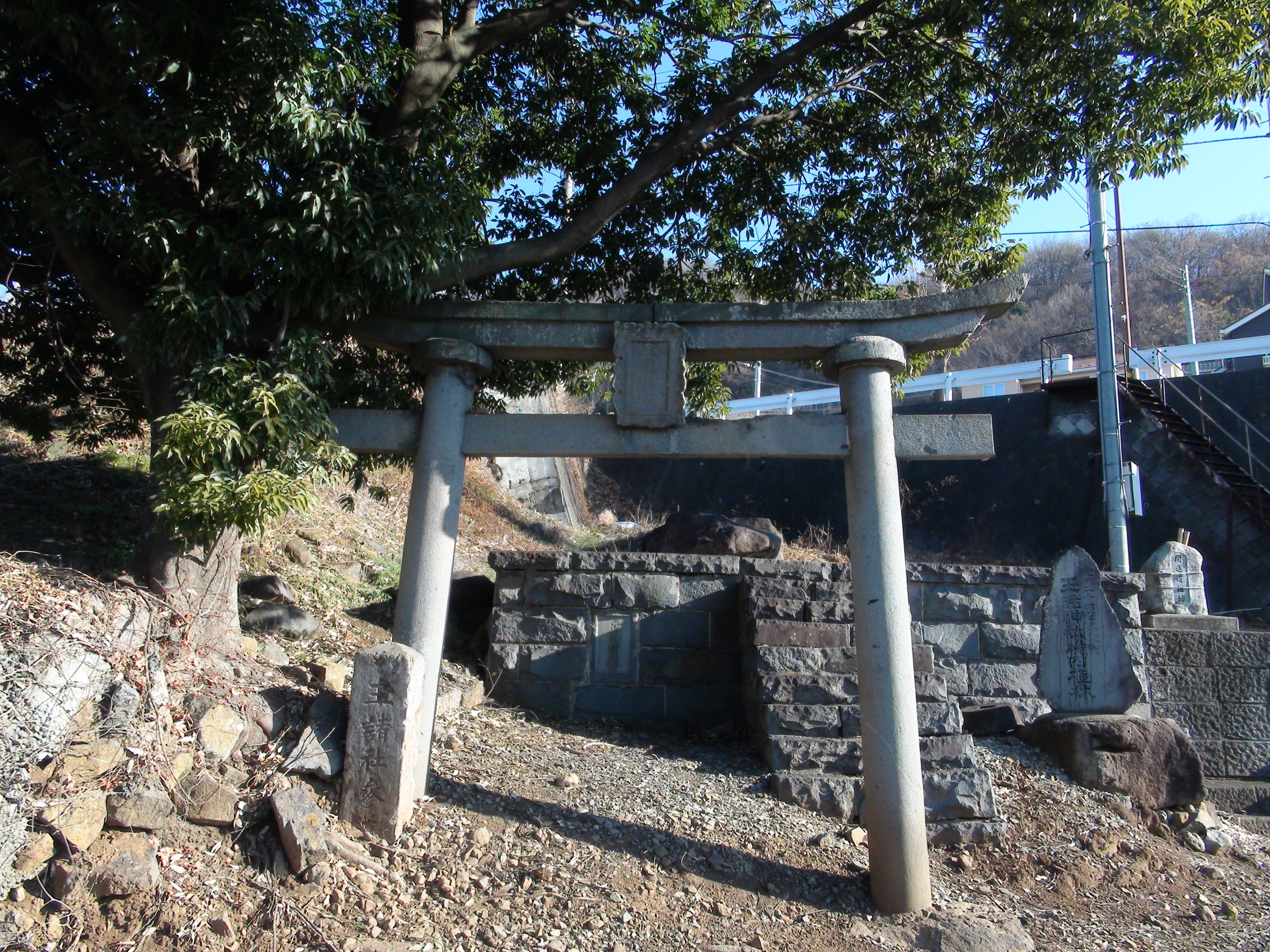
拝殿跡（甲府市善光寺3丁目）

### 摂末社
境内に数社が鎮座する。

### 現地情報
所在地
- 山梨県甲府市国玉町（くだまちょう）1331

交通アクセス
- 最寄駅：東日本旅客鉄道（JR東日本）中央本線 酒折駅 （徒歩約10分）

周辺
- 酒折宮
- 国玉の大橋（甲斐の大橋）跡
- 山梨学院大学

## 玉諸神社 (甲州市)
玉諸神社（たまもろじんじゃ）は、山梨県甲州市にある神社。式内社論社、旧社格は郷社。

### 祭神
- 天羽明玉命

祭神名は「天明玉命」、「玉屋命」とする文献もある。

### 歴史
創建は不詳。周辺は古くから石英の産出地で、『和名抄』には「玉井郷」の記載も見られることから、玉類の工人集団が居住し、玉類信仰で生まれた神社と考えられている。社伝では、神体として高さ7尺・周り6尺8寸の水晶の玉に祀ったことから「玉諸」の名が起こったとされる。その水晶は明治初年に盗難に遭い、現存していない。

### 境内
- 本殿
- 一の鳥居
鳥居の向うに見える玉宮小学校校舎の裏手に拝殿と本殿がある。

#### 本宮
- 本殿
- 拝殿

#### 奥宮
本宮北東600mの竹森山（水晶山）中腹（北緯35度44分09.70秒 東経138度45分03.70秒 / 北緯35.7360278度 東経138.7510278度）に鎮座する。本殿の地下にはかつて水晶の玉があり神体とされていた。

### 現地情報
所在地
- 山梨県甲州市塩山竹森3048

周辺
- 竹森のザゼンソウ群